# Comuna Dovholuka, Strîi
Dovholuka (în ucraineană Довголука) este o comună în raionul Strîi, regiunea Liov, Ucraina, formată din satele Dovholuka (reședința) și Volea-Dovholuțka.

## Demografie
Componența lingvistică a comunei Dovholuka
     Ucraineană (99,64%)
     Alte limbi (0,36%)
Conform recensământului din 2001, majoritatea populației comunei Dovholuka era vorbitoare de ucraineană (99,64%), existând în minoritate și vorbitori de alte limbi.